# Gottfried von Banfield
Báró Gottfried von Banfield vagy Gottfried Freiherr von Banfield (Castelnuovo, 1890. február 6. – Trieszt, 1986. szeptember 23.) az Osztrák–Magyar Monarchia 9 légi győzelmet elérő haditengerészeti pilótája az első világháborúban. Banfield volt a Katonai Mária Terézia-rend utolsó életben lévő kitüntetettje.

## Élete

### Származása
A Banfieldek normann eredetű család volt, akik a 16. századtól Írországban éltek. A 19. században Thomas Banfield brit katonatiszt Bajorországban egy osztrák nőt vett feleségül és Bécsbe költözött. Részt vett a krími háborúban és Szevasztopol bevétele után halt meg. Fia, Richard Banfield 1836-ban született Bécsben, felvette az osztrák állampolgárságot és tengerésztisztként szolgált az osztrák haditengerészetnél. Tegethoff admirális zászlóshajóján részt vett az 1866-os lissai csatában.
Gottfried Richard Banfield fiaként született 1890. február 6-án, apja akkori állomáshelyén, a Cattarói-öböl partján fekvő Castelnuovóban. A Sankt Pölten-i katonai középiskolában tanult, majd elvégezte a fiumei haditengerészeti akadémiát. 

### Katonai szolgálata
1909. július 1-én került kadétként a haditengerészethez. 1912. május 1-én fregatthadnaggyá léptették elő. A repülésért lelkesedő és ismert aviátor bátyja hatására egy hónappal később jelentkezett az akkor formálódó tengerészeti légierőhöz és mindössze négy hét alatt elvégezte a bécsújhelyi pilótaképző tanfolyamot. 1912 októberében Wenzel Wosecek sorhajóhadnaggyal együtt Párizsba küldték, hogy teszteljék a Donet cég repülőcsónakjait. A Szajnáról szálltak fel és egy elrontott start után Banfield átrepült az egyik híd alatt, amiről a francia sajtó is beszámolt. A sikeres tesztelés után a tengerészet két repülőcsónakot vásárolt. Miután hazatértek, Banfield a Póla melletti Santa Catarina szigetén létrehozott kísérleti repülőállomáson folytatta szolgálatát. 1913 februárjában elvégezte az akkor indított haditengerészeti-pilótai tanfolyamot (ő kapta a 4. számú igazolványt). Március 28-án Wosecekkel együtt a flottát meglátogató Ferenc Ferdinánd trónörökös jachtját indultak üdvözölni, de repülőcsónakjuk motorja elromlott és kényszerleszállást kellett végrehajtaniuk; eközben Banfield jobb lába olyan csúnyán összetört, hogy több mint egy évig tartott felépülése.    

### Az első világháborúban
A trónörökös 1914. június 28-i meggyilkolása után a háborús veszély miatt a flottát készültségbe helyezték, hogy vonuljon fel Montenegró tengerpartjánál. Banfieldet egy Lohner M repülőcsónakban az SMS Zrínyi csatahajóhoz rendelték. 1914 novemberétől Pólában tesztrepüléseket és pilótaképzést végzett. Miután Olaszország 1915. május 23-án belépett a háborúba, Banfieldet megbízták a trieszti flottatámaszpont repülőállomásának megszervezésével és 1916 februárjától vezetésével.
1915. június 27-én Heribert Strobl von Ravelsberg kadét társaságában Lohner gépükkel felderítést végeztek és egy megfigyelőballon lelövésével megszerezte első légi győzelmét. Másnap a szárazföldi csapatokat támogatva egy 50 kg-os bombával felrobbantottak egy lőszerraktárat és jelentésük szerint elsüllyesztettek egy ellenséges gőzhajót. 1915. szeptember 1-én egy háromórás felderítőút során összesen négy olasz repülőcsónak is rájuk támadt és Banfield állítása szerint ezekből kettőt lelőtt, de a légiharcoknak nem volt tanúja, így győzelmeit nem hitelesítették. 1916. április 7-én ismét két hidroplán megsemmisítését jelentette, de ezeket sem lehetett hitelesíteni. 

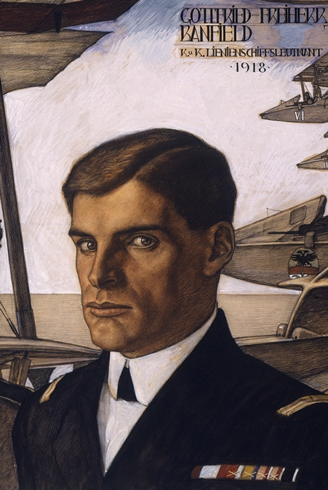
Karl Sterrer grafikus portréja Gottfried von Banfieldről (1918)

1916. május 1-én előléptették sorhajóhadnaggyá. Május 21-én éjszaka bevetésből visszatérőben egy lezuhant repülőcsónak legénységét felvette és hazaszállította őket Triesztbe. Június 23-án a Trieszti-öböl fölött lelőtt egy francia FBA C repülőcsónakot, amelynek pilótája fogságba esett; a következő napon pedig egy Macchi L.I fölött aratott győzelmet. 1916. augusztus 1-én egy Fiume bombázásából hazatérő olasz kötelékből kényszerítette földre az utolsó Caproni Ca.1 gépet; eközben teljesen elfogyott benzinkészlete és a fiumei kikötő vizére szállt le. Augusztus 6-án újabb Capronit lőtt le a Trieszti-öböl fölött, augusztus 15-én pedig pedig két francia FBA H repülőcsónak került győzelemlistájára (utóbbiak közül az egyiket az olasz frontot segítő francia haditengerészeti repülők parancsnoka, Jean Roulier báró vezette).
Banfield szeptember 13-án egy Nieuport, egy hónap múlva egy Farman, október 30-án pedig egy Caproni kilövését jelentette, de ezeket a győzelmeit nem hitelesítették. 1916. december 3-án Godwin Brumowski főhadnagy és Karl Cislaghi szakaszvezető társaságában újabb Caproni C.1 bombázót kényszerített földre.
1917. január 1-én újévkor egy olasz Nieuport támadt rá és egy órán keresztül hiába próbálták egymást eltalálni. Végül egyszerre hagyták abba a harcot és indultak haza; Banfield csak ekkor vette észre a másik repülőgép oldalára festett fekete lovat és jött rá, hogy a legsikeresebb olasz pilótával, Francesco Baraccával harcolt. Banfield 1917. május 31-én, este fél tizenegykor aratta utolsó igazolt győzelmét egy azonosítatlan repülőcsónak lelövésével. Ez volt az osztrák-magyar légierő történetének első éjszakai győzelme. 1917 augusztus 4-én éjszaka és szeptemberben újabb négy sikert jelentett, de ezeket nem igazolták.
1918. május 16-án éjfél után két olasz motorcsónak hatolt be a trieszti kikötőbe. Banfieldnek sikerült kilőnie az egyik, fényszórók által megvilágított csónakot, de a másik géppuskájával ellőtte gépének kormányművét és eltörte Banfield bal sípcsontját. Még sikerült leszállnia, de utána eszméletét vesztette. Egy hónappal később azonban már újra szolgálatra jelentkezett. A háború során Gottfried von Banfield több mint 400 bevetést hajtott végre.

### A háború után
A világháború után a Triesztet megszálló olaszok fogságába került. 1920-ban Angliába költözött és brit állampolgár lett. Itt ismerkedett össze Maria Tripcovich grófnővel, akit feleségül vett és Newcastle-upon-Tyne városában telepedtek le. Fia, Raffaello ismert zeneszerző lett. 1927-ben visszatért Triesztbe, felvette az olasz állampolgárságot és apósától átvette hajózási vállalatának irányítását. Idős korában Franciaország tiszteletbeli konzulja is volt a városban. 1986. szeptember 23-án halt meg, 96 évesen. 

## Kitüntetései
- Katonai Mária Terézia-rend lovagkeresztje
- Nagy Katonai Érdemérem hadiszalagon, kardokkal
- Lipót-rend lovagkeresztje hadidíszítménnyel, kardokkal
- Vaskorona-rend III. osztálya hadidíszítménnyel, kardokkal
- Katonai Érdemkereszt III. osztálya hadidíszítménnyel, kardokkal
- Ezüst Katonai Érdemérem hadiszalagon, kardokkal
- Bronz Katonai Érdemérem hadiszalagon, kardokkal
- Károly Csapatkereszt
- Vaskereszt I. osztály (Németország)
- Vaskereszt II. osztály

## Igazolt légi győzelmei
| Sorszám | Idő                 | Repülőgép                   | Ellenfél      |
| ------- | ------------------- | --------------------------- | ------------- |
| 1       | 1915. június 27.    | Lohner M (L-16)             | Ballon        |
| 2       | 1916. június 23.    | Lohner M (L-16)             | FBA-FB        |
| 3       | 1916. június 24.    | Lohner M (L-16)             | Macchi L.I    |
| 4       | 1916. augusztus 1.  | Lohner M (L-16)             | Caproni Ca. I |
| 5       | 1916. augusztus 6.  | Lohner M (L-16)             | Caproni Ca. I |
| 6       | 1916. augusztus 15. | Lohner M (L-16)             | FBA-FB        |
| 7       | 1916. augusztus 15. | Lohner M (L-16)             | FBA-FB        |
| 8       | 1916. december 3.   | Hansa-Brandenburg FB (A-12) | Caproni Ca. I |
| 9       | 1917. május 31.     | Oeffag H FB (A-11)          | Hidroplán     |

## Emlékezete
A bécsi Hadtörténeti Múzeum a VIII. terem haditengerészeti kiállítása megemlékezik a személyéről és tevékenységéről.